# Даненов, Нурлан Жумагалиевич
Даненов Нурлан Жумагалиевич (1951) — казахстанский государственный деятель, дипломат.

## Биография
Родился 21 июня 1951 года в Костанайской области, район Боровское, пос. Боровое.
Трудовую деятельность начал в 1972 году нормировщиком, затем работал экономистом строительной организации системы Министерства сельского строительства Казахской ССР.
С 1973 по 1974 годы – служба в рядах Вооруженных сил СССР.
С 1974 года. – старший экономист Семиозерного пассажирского автотранспортного предприятия.
С 1976 - 1986 годы – работа на выборных должностях от районного до республиканского уровня по линии Союза молодежи Казахстана.
В 1972 году окончил Алма-Атинский институт народного хозяйства
В 1989 году окончил Дипломатическую Академию МИД СССР
В 1989 – 1992 годах – первый секретарь, советник посольства СССР в Тунисе.
С 1992 по 1993 год – заведующий отделом, начальник управления Ближнего, Среднего Востока и стран Африки МИД Республики Казахстан.
В 1993-1994 годах – пресс-секретарь Президента Казахстана.
С 1994 по 1995 год занимал должность директора Национальной Высшей школы государственного управления при Президенте Республики Казахстан.
С февраля 1995 по январь 1997 года – первый заместитель министра иностранных дел Республики Казахстан.
В 1997-1999 годах – Чрезвычайный и полномочный посол Казахстана во Франции.
С 1999 года – Чрезвычайный и полномочный посол Казахстана в Швейцарской Конфедерации, постоянный Представитель при Отделении ООН и других международных организациях в городе Женеве, Чрезвычайный и полномочный посол Казахстана в Государстве Ватикан по совместительству.
4 октября 2004 года Указом Главы Государства назначен Чрезвычайным и Полномочным Послом Казахстана в Королевстве Испания.
С 21 февраля 2008 года – заместитель министра иностранных дел Республики Казахстан.
2 июля 2009 года Указом Президента Казахстана назначен послом во Франции, а с декабря 2009 года послом в Португальской Республике, Княжестве Андорра, Княжестве Монако по совместительству.

## Награды
- Орден "Парасат" (2012)
- Орден «Құрмет» (2007)[5]
- Орден «Знак Почёта» (1980)
- Медаль «Ерен еңбегі үшін» (2002)[6]
- Медаль «За освоение целинных и залежных земель» (1984)
- Юбилейные медали: «Қазақстан Республикасының тәуелсіздігіне 10 жыл» (2001), «Қазақстан Конституциясына 10 жыл» (2005), «Қазақстан Республикасының Парламентіне 10 жыл» (2006), «10 жыл Астана» (2008)
- Юбилейные медали: "Қазақстан Республикасының тәуелсіздігіне 20 жыл" (2011), «Қазақстан Конституциясына 20 жыл" (2015)
- Юбилейные медали: "Қазақстан Республикасының Тәуелсіздігіне 25 жыл" (2016), "Қазақстан Конституциасына 25 жыл" (2020)
- Почётная грамота Верховного Совета КазССР (1981)
- Большой Крест Ордена Святого Григория Великого (Ватикан, 2003)
- Большой Крест Ордена Изабеллы Католической (Испания, 2008)

## Публикации
Автор ряда статей по проблемам международных отношений в книжных изданиях и сборниках МИД РК: 
- «Внешняя политика Казахстана» (1995г., член редакционного совета)
- «Актуальные проблемы внешней политики Казахстана» (1998 г.)
- «Приоритеты казахстанской дипломатии на рубеже веков» (2000г.)
- и др.